# Sudamerlycaste hirtzii
Sudamerlycaste hirtzii là một loài thực vật có hoa trong họ Lan. Loài này được (Dodson) Archila mô tả khoa học đầu tiên năm 2002.